# Marquess of Dorset
Marquess of Dorset war ein erblicher britischer Adelstitel, der dreimal in der Peerage of England verliehen wurde.

## Verleihungen
Der Titel wurde erstmals am 29. September 1397 von König Richard II. an John Beaufort, 1. Earl of Somerset verliehen, zusammen mit dem Titel Marquess of Somerset. Er war ein unehelicher Sohn von John of Gaunt, 1. Duke of Lancaster, und war bereits am 10. Februar 1397 zum Earl of Somerset erhoben worden. Nach der Krönung König Heinrichs IV. wurden ihm am 3. November 1399 die beiden Marquess-Titel wieder aberkannt.
In zweiter Verleihung wurde der Titel am 24. Juni 1442 für Edmund Beaufort, 1. Earl of Dorset neu geschaffen. Dieser war ein jüngerer Sohn des Marquesses erster Verleihung. Er war bereits am 28. August 1441 zum Earl of Dorset erhoben worden, erbte am 27. Mai 1444 von seinem Bruder den Titel 4. Earl of Somerset und wurde am 31. März 1448 zum Duke of Somerset erhoben. Von 1435 bis 1449 war er auch Graf von Mortain in der Normandie. Während der Rosenkriege wurden seinem Sohn, dem 2. Duke, wegen seines Kampfes auf Seiten des Hauses Lancaster, seine Titel am 4. November 1461 aberkannt und all seine Ländereien eingezogen. Dessen Sohn Edmund Beaufort wurde von den Anhängern des Hauses Lancaster weiterhin als 3. Duke angesehen, wurde jedoch in der Schlacht von Tewkesbury am 4. Mai 1471 von den Anhängern des Hauses York gefangen genommen und zwei Tage später hingerichtet. Da er keine männlichen Erben hinterließ, erloschen die Titel damit endgültig.
Der Titel wurde in dritter Verleihung am 18. April 1475 an Thomas Grey, 1. Earl of Huntingdon verliehen, der dafür seinen am 14. August 1471 erhaltenen Titel Earl of Huntingdon an die Krone zurückgab. 1483 erbte er von seiner Mutter auch den Titel 7. Baron Ferrers of Groby (1299). Sein Sohn, der 2. Marquess erbte 1529 zudem die Titel 8. Baron Harington (1326) und 3. Baron Bonville (1449). Dessen Sohn, der 3. Marquess, wurde am 11. Oktober 1551 zum Duke of Suffolk erhoben. Nach dem Tod König Eduards VI., 1553, setzte er alles daran, seine Tochter Lady Jane Grey zur Königin zu machen, die die nächste protestantische Verwandte der Tudors war. Der Umsturzversuch gegen die katholische Thronanwärterin Maria I. scheiterte nach wenigen Tagen und Henry wurde am 23. Februar 1554 wegen Hochverrats hingerichtet und ihm alle seine Titel aberkannt.

## Liste der Marquesses of Dorset

### Marquesses of Dorset, erste Verleihung (1397)
- John Beaufort, 1. Marquess of Dorset († 1410) (Titel aberkannt 1399)

### Marquesses of Dorset, zweite Verleihung (1442)
- Edmund Beaufort, 1. Duke of Somerset, 1. Marquess of Dorset (um 1406–1455)
- Henry Beaufort, 2. Duke of Somerset, 2. Marquess of Dorset (1436–1464) (Titel verwirkt 1461)

### Marquesses of Dorset, dritte Verleihung (1475)
- Thomas Grey, 1. Marquess of Dorset (1451–1501)
- Thomas Grey, 2. Marquess of Dorset (1477–1530)
- Henry Grey, 1. Duke of Suffolk, 3. Marquess of Dorset (1517–1554) (Titel verwirkt 1554)